# Bảo tàng Lịch sử Pháo đài Świnoujście
Bảo tàng Lịch sử Pháo đài Świnoujście (tiếng Ba Lan: Muzeum Historii Twierdzy Świnoujście) là một bảo tàng tọa lạc tại số 1 phố Thuyền buồm, Świnoujście, Ba Lan.

## Lịch sử
Bảo tàng được thành lập vào năm 2004 và được đăng ký chính thức vào bốn năm sau đó. Trụ sở của bảo tàng là Pháo đài phía Tây, pháo đài này được xây dựng trên Đảo Uznam gần đê chắn sóng phía Tây từ năm 1856 đến năm 1861.

## Triển lãm
Hoạt động của bảo tàng tập trung vào việc triển lãm về lịch sử của Pháo đài Świnoujście. Trong sảnh bảo tàng, các bộ sưu tập được trưng bày theo các chuyên đề:
- Thời Phổ vào cuối thế kỷ 19 - đầu thế kỷ 20
- Thời kỳ giữa các cuộc chiến tranh và Chiến tranh thế giới thứ hai
- Thời "Chiến tranh Lạnh"
- Lịch sử của cảng hải quân và các hiện vật từ xác tàu

Cuộc triển lãm trong nhà được minh họa bằng những hình nộm mặc đồng phục theo từng thời kỳ, thiết bị liên lạc, ảnh lưu trữ, và một số thứ khác. Cuộc triển lãm ngoài trời của bảo tàng bao gồm đại bác, thủy lôi, ngư lôi, tên lửa, và một số hiện vật khác. Có một hào nước bao quanh toàn bộ bảo tàng.